# Première guerre crétoise
Vous lisez un « bon article » labellisé en 2008.
La première guerre crétoise (en grec ancien Κρητικός πόλεμος / Krêtikós pólemos) est une guerre opposant de 205 à 200 av. J.-C. le roi de Macédoine Philippe V, la Ligue étolienne, plusieurs cités de Crète et des pirates spartiates aux forces de Rhodes, rejointes par Attale Ier de Pergame et les cités de Byzance, Cyzique, Athènes et Knossos.
En 205, les Macédoniens viennent de terminer la première guerre macédonienne contre Rome. Désireux de prendre le contrôle de l'ensemble du monde grec, Philippe pense tirer profit du fait que Rome soit en guerre avec Carthage pour monter une alliance avec la Ligue étolienne et des pirates de Sparte dans le but de défaire Rhodes, son principal rival. Il s'allie également à plusieurs cités crétoises, telles qu'Hierapytna et Olous. La flotte et l'économie rhodiennes devant souffrir de l'action des pirates, Philippe pense obtenir une victoire aisée. Afin d'atteindre son but, il forme une alliance avec le roi séleucide, Antiochos III, contre Ptolémée V d'Égypte. Il commence à attaquer les territoires alliés de Ptolémée et de Rhodes en Thrace et autour de la mer de Marmara.
Cependant, en 202, Rhodes et ses alliées, Pergame, Cyzique et Byzance, unissent leurs flottes et défont Philippe à la bataille de Chios. Quelques mois plus tard, la flotte de Macédoine défait les Rhodiens à la bataille de Ladé. Alors que Philippe pille les territoires de Pergame et la Carie, Attale Ier de Pergame se rend à Athènes pour faire diversion. Il réussit à nouer une alliance avec les Athéniens, qui déclarent immédiatement la guerre aux Macédoniens. Ne pouvant rester inactif, Philippe attaque Athènes avec sa flotte et son infanterie. Cependant, les Romains l'avertissent de leur entrée en guerre s'il ne se retire pas. Il y est obligé à la suite d'une nouvelle défaite de sa flotte contre celle des Rhodiens et des Pergamiens, mais non sans prendre la ville d'Abydos dans l'Hellespont. Abydos tombe après un long siège et après que la plupart de ses habitants se sont suicidés.
En attaquant une nouvelle fois Athènes en 200, Philippe rejette de facto l'ultimatum des Romains qui lui demandaient de cesser d'attaquer les États grecs, ce qui provoque l'entrée en guerre de Rome contre la Macédoine la même année. La « guerre crétoise » s'achève donc pour faire place à la deuxième guerre macédonienne ; celle-ci se termine en 197 par l'écrasante victoire de Rome à la bataille de Cynoscéphales. Les conditions du traité de Tempé qui s'ensuit seront extrêmement sévères, car Philippe devra abandonner toutes les villes grecques qu'il détient, livrer toute sa flotte, livrer son fils à Rome comme otage, et payer une lourde indemnité de guerre.

## Contexte historique

Le monde grec vers 200 av. J.-C.

En 205 av. J.-C., la première guerre macédonienne s'achève avec le traité de Phœnicè, qui défend aux Macédoniens d'étendre leurs territoires vers l'ouest. Rome est alors en guerre avec Carthage, et Philippe de Macédoine espère tirer avantage de cette situation pour prendre le contrôle de l'ensemble du monde grec. Le monarque tourne alors ses ambitions vers l'est, vers la Mer Égée, où il commence à établir une flotte importante. Il sait aussi qu'une alliance avec la Crète peut l'aider dans ses ambitions. 

Ayant défait Pergame et formé une alliance avec l'Étolie, il n'a plus d'autres grands adversaires grecs, excepté Rhodes. Cette dernière est une île-État qui domine le sud-est de la Méditerranée, tant militairement qu'économiquement. Elle est jusqu'alors l'alliée de Philippe V, mais aussi l'alliée de Rome, ennemie de Philippe.
La Crète se trouve, quant à elle, divisée depuis la guerre de Lyttos (-220). Ce conflit a provoqué d'importants clivages politiques à l'intérieur de l'île et fait naître des alliances, dont les deux principales se forment autour de Knossos (alliée de Rhodes et de l'Étolie) et de Gortyne (alliée de Philippe V, des Achéens et de Lyttos). Mais, au sein même de Gortyne, une guerre civile éclate entre ennemis et partisans de Knossos. Finalement, ces derniers l'emportent et l'alliance de ces deux cités qui domine l'ensemble de la Crète, à l'exception de Lyttos, hostile à leur politique et rejointe par Pollyrrhenia et Lappa. Ces cités font appel à Philippe V de Macédoine qui profite de cette occasion pour intervenir sur une île dont le contrôle serait un grand pas vers le contrôle complet de la mer Égée. Une grande partie de l'île passe alors aux mains de Philippe et, en -216, les Crétois le reconnaissent comme « patron de la Crète », (πϱοστατης / prostate).
C'est probablement à cette époque que les cités crétoises s'organisent sous la forme d'un koinon (Κοινόν), ou  assemblée des Crétois, au sein de laquelle Knossos et Gortyne sont prépondérants. Cette assemblée comprend un conseil et une assemblée populaire, et se réunit principalement à Knossos. Il semble que le koinon soit responsable d'un effort de législation et de régulation des relations entre les cités crétoises afin de maintenir la paix. Dorénavant le koinon est un outil dans la politique égéenne de Philippe.

## Piraterie crétoise et déclenchement de la guerre
De manière générale, on considère que c'est aux Rhodiens qu'il incombe de faire la police des mers au IIIe siècle av. J.-C. Cette politique est spécialement dirigée contre la piraterie de haute mer. Le calme relatif qui touche l'île permet à la classe commerçante de prospérer et c'est elle qui veille à ce que la cité prenne à son compte la police des mers nécessaire au maintien des relations commerciales.
Selon Diodore, les Crétois commencent à faire de la piraterie avec sept navires. Il s'agit d'une piraterie de haute mer, contre des navires de commerce. La position prépondérante de Philippe en Crète peut laisser penser qu'il n'est pas étranger à la décision de lancer des attaques pirates contre les intérêts rhodiens. D'ailleurs Philippe convainc également ses alliés étoliens et spartiates de lancer des raids pirates contre Rhodes. Nous ne connaissons pas la liste des cités ayant pris part aux raids pirates, mais on y inclut généralement Gortyne (cité phare du koinon), Éleutherne (en conflit avec Rhodes) et Hierapytna.
En 205, Rhodes est affaiblie de façon significative par ces raids et Philippe passe alors à la deuxième phase de son plan : l'affrontement militaire direct. Il convainc les cités de Hierapytna et d'Olous et d'autres cités de l'est de la Crète de déclarer la guerre à Rhodes. Le début de la guerre crétoise pourrait être marqué par l'attaque de Calymna par Hierapytna en 205. Un décret de Calymna, alors rattachée à Cos et elle-même alliée de Rhodes, porte la mention : « La guerre a été portée contre nous injustement par les Hierapytniens ». Cette fois-ci, cette attaque n'est pas de haute mer comme les précédentes mais côtière, et est menée par de longs bateaux remplis d'hommes ainsi que par de petits navires.
La réponse de Rhodes à cette déclaration aurait été diplomatique. Dans un premier temps, elle demande l'intervention de Rome contre Philippe. Cependant, les Romains sortent de la deuxième guerre punique et sont las des combats. Le sénat romain tente vainement de persuader la population d'entrer en guerre, même après que Pergame, Cyzique et Byzance se joignent à Rhodes. Finalement c'est bien l'attaque de Hierapytna contre Calymna qui provoque la déclaration de guerre de Rhodes contre la Crète. Une fois la guerre officiellement déclarée entre Rhodes et la Crète, on sait que des attaques ont lieu contre l'île de Nisyros, alliée de Rhodes.
Une seconde attaque contre Cos et Calymna aurait été menée par les cités crétoises. Cette fois, les sources ne mentionnent pas Hierapytna, mais des « ennemis » qui reviennent avec des forces importantes. Il semble exclu que seule cette cité ait pris part à cette attaque. De fait, l'ampleur de l'attaque est beaucoup plus importante et une seule cité ne peut avoir les moyens matériels suffisants pour la mener à bien. Un certain Lysandre, navarque de Cos, va à la rencontre des Crétois au large du cap Laketer et défait la flotte crétoise,.

## Interventions extérieures

### Intervention de Sparte
Les rapports de Sparte avec certaines cités crétoises sont anciens, spécialement celles de Crète occidentale. D'après les informations laissées par Polybe, Nabis, tyran de Sparte, se serait associé aux actes de piraterie des Crétois dès 205. Pierre Brulé en déduit que Nabis participe ensuite à la guerre contre Rhodes aux côtés des Crétois et infeste de bateaux pirates toute la mer autour du Cap Malée. Selon Tite Live, Nabis tire de grands profits de cette piraterie. Il possède certainement des cités alliées en Crète, chez lesquelles il peut trouver de l'aide durant ces opérations.

### Intervention de la Macédoine
Soucieux d'encourager les actes de piraterie contre les intérêts de Rhodes afin d'affaiblir cette dernière, Philippe confie à l'Étolien Dicéarque la tâche de razzier la mer Égée. Il lui confie vingt navires et lui ordonne de lever tribut sur les îles afin d'aider les Crétois dans leur guerre contre les Rhodiens. Comme les Crétois, Dicéarque pratique aussi bien la piraterie de haute mer que des agressions contre la terre ferme. Par ces raids, il impose des contributions aux îles qu'il ravage dans les Cyclades et les territoires rhodiens.
Polybe confirme que Philippe V avait le souci de voir les Crétois poursuivre leur guerre contre Rhodes, en envoyant des émissaires pour exciter les Crétois et les amener à intensifier leurs actions. Il est difficile de savoir si, à ce moment, Philippe commence à souffrir de la défection de certaines cités crétoises. Il trouve en tout cas un stratagème dans le but de brûler la flotte rhodienne. Polyen nous le décrit ainsi : « Héraclide, architecte de Tarente, avait promis à lui seul de brûler la flotte rhodienne. Il s'infligea des mauvais traitements et, arrivant à Rhodes, il dit : « Je me réfugie auprès de vous, car c'est à cause de vous-mêmes que je suis maltraité et chassé de Philippe. Il voulait vous faire la guerre et je tâchais de l'en empêcher, et pour vous faire voir que je dis la vérité, voilà des lettres qu'il a écrites aux Crétois pour les exciter à vous attaquer conjointement avec lui. » Les Rhodiens se laissèrent persuader par ces lettres, et reçurent parmi eux Héraclide. Une nuit de grand vent, il mit le feu la nuit aux arsenaux et aux ateliers des Rhodiens, qui furent tous brûlés avec les galères qui s'y trouvaient ». Ainsi, treize navires sont détruits.
Philippe provoque un peu plus Rhodes en capturant et rasant Cios et Myrleia, des cités grecques des côtes de la mer de Marmara. Philippe offre ensuite ces villes à son beau-frère, Prusias Ier, roi de Bithynie, qui les reconstruit et les renomme Prusa (d'après son nom) et Apamée (d'après celui de sa femme). En échange, Prusias promet qu'il continuera l'expansion de son royaume aux dépens de Pergame (sa dernière guerre contre Pergame remonte alors à 205). La capture de ces villes embarrasse toutefois les Étoliens, car celles-ci étaient membres de la Ligue étolienne. L'alliance entre l'Étolie et la Macédoine ne tient plus alors que par la peur que Philippe V suscite chez les Étoliens. Cet incident tend un peu plus encore leurs relations. Par la suite, Philippe attaque et conquiert les cités de Lysimachia et de Chalcédoine, qui sont aussi membres de la Ligue, ce qui met fin définitivement à son alliance avec les Étoliens.
Sur la route du retour vers la Macédoine, la flotte de Philippe fait halte dans l'île de Thasos. Le général Métrodore (ca) rencontre des émissaires de la capitale de l'île. Elle accepte de se rendre aux Macédoniens à la condition que Philippe n'y établisse pas son armée, et qu'elle n'ait pas à payer de tribut, qu'elle n'ait pas à fournir de soldats aux armées de Philippe et qu'elle puisse continuer à utiliser ses propres lois. Metrodore accepte les conditions des habitants de Thasos qui ouvrent alors les portes de la ville aux Macédoniens. Une fois à l'intérieur, Philippe ordonne la mise en esclavage de tous les citoyens et autorise le pillage de la ville.

### Victoire macédonienne
Philippe conclut ensuite un traité avec Antiochos III du royaume séleucide, afin de se partager les territoires détenus par l'Égypte du jeune roi Ptolémée V. Philippe accepte de venir en aide à Antiochos pour contrôler l'Égypte et Chypre, alors qu'Antiochos s'engage à aider Philippe à conquérir Cyrène, les Cyclades et l'Ionie. Une fois ce traité conclu, l'armée de Philippe attaque les territoires des Ptolémée en Thrace, puis sa flotte prend l'île de Samos, alors également sous contrôle égyptien, et capture la flotte égyptienne stationnée là. La flotte macédonienne revient ensuite plus au nord et fait le siège de Chios. Philippe projette d'utiliser les îles du nord de la Mer Égée comme base de son avancée vers Rhodes. Le siège de Chios ne se déroule pas selon les prévisions et les flottes de Pergame, Rhodes, et de leurs nouvelles alliées Cyzique et Byzance réussissent à bloquer les Macédoniens. Philippe n'a pas d'autre solution que de risquer une bataille contre les alliés au large des côtes de Chios en -201.
Le rapport de force entre la flotte macédonienne, composée d'environ 200 navires, et la flotte alliée, est d'environ 2 contre 1 en faveur des Macédoniens,. La bataille commence par l'attaque d'Attale, commandant le flanc gauche, avançant sur le flanc droit de la flotte macédonienne, pendant que le flanc droit allié, commandé par Theophiliscus, attaque le flanc gauche macédonien. L'armée de Philippe résiste aux assauts sur son flanc gauche et repousse même les Rhodiens. Theophiliscus, se battant sur son navire-amiral, est blessé à trois reprises mais réussit à rassembler ses hommes et à repousser les assaillants. Sur leur flanc gauche allié, les Rhodiens prennent le dessus et capturent le navire amiral de Philippe, tandis que son amiral, Démocratès, est tué dans la bataille.
Sur le flanc gauche allié, Attale remarque qu'un de ses navires est en train de se faire couler par l'ennemi et qu'un autre est en danger juste à côté. Il décide d'aller à leur secours avec quatre quadrirèmes et son navire-amiral. Philippe, dont le navire, n'a pas encore pris part aux combats, voit qu'Attale s'éloigne du reste de ses troupes, se lance à sa rencontre avec quatre quinquerèmes et trois hemioliae. À l'approche de Philippe, Attale prend peur et fait demi-tour jusqu'à devoir accoster. Sur le pont de son navire, il disperse de l'argent, des robes de pourpre et d'autres objets de valeur, et se réfugie dans la cité d'Érythrées. Lorsque les Macédoniens accostent à leur tour, ils s'arrêtent pour ramasser le butin. Philippe, pensant qu'Attale est mort dans la poursuite, retourne à l'assaut du navire-amiral pergamien.
Entre-temps, la situation sur le flanc droit allié s'est renversée et les Macédoniens sont forcés de battre en retraite, laissant les Rhodiens tirer les navires endommagés à l'intérieur du port de Chios. L'aile gauche et le centre obligent également les Macédoniens à se retirer et rentrent à Chios sans dégâts. Cette bataille se révèle coûteuse pour Philippe, dont 92 navires sont détruits et sept autres capturés. Du côté des alliés, les Pergamiens perdent trois navires détruits et un capturé, alors que les Rhodiens accusent trois navires coulés et aucun capturé. Au cours de la bataille, les Macédoniens perdent 6 000 rameurs ainsi que 3 000 marins, et 2 000 autres hommes sont capturés. Les pertes alliées sont nettement moins importantes : les Pergamiens perdent 70 hommes, les Rhodiens 60 et, en tout, 600 hommes sont capturés. Peter Green décrit cette défaite comme « rédhibitoire et coûteuse ». En effet, elle décime la flotte macédonienne et épargne aux îles de l'Égée une autre invasion.
Après la bataille, les amiraux rhodiens décident de quitter Chios pour retourner vers leur patrie. Sur le chemin du retour, l'amiral Theophiliscus meurt de ses blessures après avoir nommé Cléonéos comme remplaçant. Alors que la flotte rhodienne franchit le détroit entre Ladé et Milet sur la côte de l'Asie mineure, elle est attaquée par la flotte de Macédoine. Philippe défait les Rhodiens et les oblige à rentrer à Rhodes. Les habitants de Milet, impressionnés par cette victoire, envoient à Philippe des guirlandes de victoire à son entrée sur leur territoire.

## La campagne d'Asie Mineure

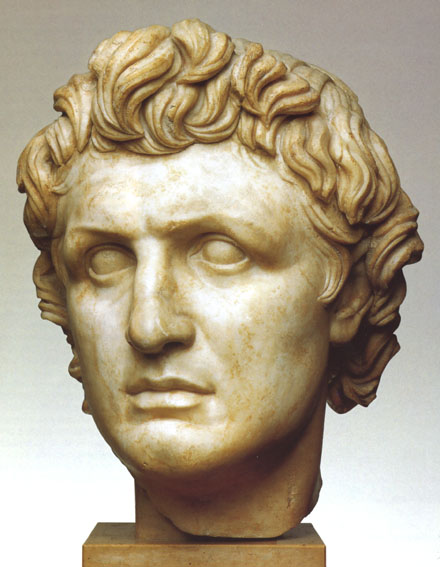
Buste d'Attale Ier, de la dynastie attalide.

Avant de se lancer dans une campagne contre Philippe V, le roi Attale Ier de Pergame avait renforcé les murs de sa capitale pour parer un siège éventuel. En prenant cette précaution et d'autres, il espérait empêcher Philippe de s'emparer d'une trop grande partie de ses territoires. Lorsque Philippe décide d'attaquer Pergame et qu'il arrive aux portes de la ville avec son armée, il se rend compte qu'elle est défendue par peu d'hommes et envoie alors ses tirailleurs à l'assaut, mais ceux-ci sont facilement repoussés
Comprenant que les murs de la ville sont trop épais, il se retire après n'avoir détruit que quelques temples, dont celui d'Aphrodite et le sanctuaire d'Athéna Nicéphore. Après avoir capturé Thyatira, les Macédoniens avancent vers la plaine de Thèbe, en Mysie, dans le but de la piller, mais le butin amassé s'avère plus maigre que prévu. Une fois arrivés à Thèbe, Philippe demande du blé au gouverneur séleucide de la région, Zeuxis. Cependant, celui-ci n'envisage pas de lui donner l'aide substantielle dont il a besoin.
Philippe, déçu des difficultés rencontrées en Mysie, avance plus au sud et pille les villes et les villages de Carie (-201). Il prend Prinassus, qui lui résiste dans un premier temps, puis accepte son offre de se rendre en échange de la vie sauve. À ce stade de la campagne, l'armée de Philippe manque de nourriture. Le souverain prend alors la cité de Myus, qu'il offre aux Magnésiens en échange de nourriture pour toute son armée. Par la suite, Philippe capture et place des armées dans les cités d'Iasus, Bargylía, Euromus, Pedasa. Il assiège et capture la cité de Kaunos, jusqu'alors sous contrôle rhodien.
Alors que la flotte macédonienne passe l'hiver à Bargylia, les flottes pergamienne et rhodienne s'unissent et font le blocus du port. La situation devient critique pour les Macédoniens, qui sont proches de la reddition. Cependant, Philippe réussit à sortir de cette situation par la ruse. Il envoie un déserteur égyptien trouver Attale et les Rhodiens et leur dire qu'il prépare une attaque pour le lendemain. À cette nouvelle, Attale et les Rhodiens commencent à préparer leur flotte. Alors que les alliés sont en pleine préparation, Philippe et sa flotte arrivent à s'échapper après avoir laissé de nombreux feux de camp brûler pour simuler leur présence.
Pendant que Philippe est impliqué en Asie mineure, ses alliés, les Acarnaniens, entrent en guerre contre Athènes après le meurtre de deux athlètes acarnaniens par les Athéniens. Les Acarnaniens se plaignent à Philippe de cette provocation, et celui-ci décide d'envoyer une armée dirigée par Nicanor l'Éléphant pour les épauler dans leurs offensives en Attique. Les Macédoniens et leurs alliés pillent l'Attique avant d'attaquer Athènes même. Ils avancent jusqu'à l'académie d'Athènes, où les ambassadeurs romains en place dans la ville ordonnent aux Macédoniens de se retirer ou de faire face à une guerre avec Rome.
La flotte macédonienne s'extrait tout juste du blocus allié lorsque Philippe ordonne à une escadre de faire route vers Athènes. Elle atteint le Pirée et capture quatre navires athéniens. Lors de la retraite macédonienne, les flottes pergamienne et rhodienne qui l'avaient suivi à travers la Mer Égée, apparaissent depuis Égine et attaquent les Macédoniens. Les alliés défont les Macédoniens et reprennent les navires athéniens. Attale et les Rhodiens convainquent l'assemblée athénienne de déclarer la guerre aux Macédoniens.
La flotte de Pergame se retire ensuite dans sa base d'Égine. Les Rhodiens entreprennent de leur côté de conquérir les Cyclades, alors sous domination macédonienne, ce qu'ils parviennent à faire, à l'exception d'Andros, Páros et Kythnos, occupées par des garnisons installées par Philippe. Celui-ci tente une nouvelle attaque contre Athènes. Il ordonne au préfet de l'île d'Eubée, Philoces, d'attaquer Athènes avec 2 000 hommes et 200 cavaliers. Philoces se révèle incapable de capturer Athènes et se contente de piller la campagne alentour.

## L'intervention romaine

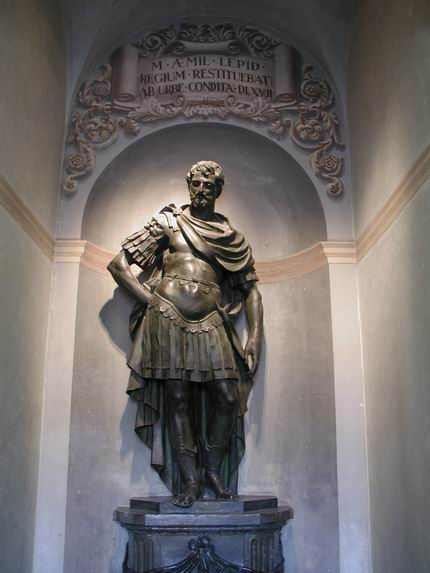
Statue de Marcus Aemilius Lepidus.

Rhodes, Pergame et Athènes envoient des ambassadeurs au Sénat de Rome. On leur laisse exposer le traité signé entre Philippe et Antiochos, et se plaindre de ses attaques contre leurs territoires. En guise de réponse, les Romains envoient trois ambassadeurs, Marcus Aemilius Lepidus, Gaius Claudius Nero et Publius Sempronius Tuditanus, en Égypte dans le but d'aller à Rhodes après s'être entretenus avec Ptolémée.
Dans le même temps, Philippe attaque et occupe les cités de Maronea, Cypsela, Doriscos, Serrheum et Aemus qui appartiennent à Ptolémée. Les Macédoniens avancent ensuite en Chersonèse de Thrace, où ils s'emparent des cités de Perinthos, Sestos, Elaeus, Alopeconnesus, Callipolis et Madytus. Philippe poursuit sa route jusqu'à Abydos, tenue par une garnison pergamienne et rhodienne (-200). Il en entame le siège en assurant à la fois un blocus terrestre et maritime, afin d'éviter tout approvisionnement de la ville. Les habitants d'Abydos arrivent à détruire quelques engins de siège avec leurs catapultes, et réussissent à en brûler quelques autres. Les Macédoniens réussissent cependant à miner les remparts de la ville, qui finissent par s'écrouler.
La situation oblige les habitants d'Abydos à envoyer à Philippe deux de leurs concitoyens les plus importants pour négociations. Ils lui offrent la reddition de la ville à la condition que les garnisons rhodienne et pergamienne puissent quitter la ville et que les citoyens puissent également quitter la ville et aller où bon leur semble. Philippe leur répond qu'ils devront « se rendre à la raison ou se battre comme des hommes ». Les ambassadeurs retournent dans la cité avec cette seule réponse. Les chefs de la ville convoquent une assemblée afin d'établir une stratégie. Ils décident de libérer tous les esclaves afin de s'assurer de leur loyauté, de mettre les enfants et leurs nourrices dans le gymnase et de placer les femmes dans le temple d'Artemis. Ils demandent également aux citoyens d'apporter or, argent et vêtements de valeur pour les placer dans les navires de Rhodes et de Cyzique. Cinquante anciens de confiance sont choisis pour mener à bien cette tâche.
Lorsque le mur intérieur s'effondre, les soldats d'Abydos chargent et forcent Philippe à envoyer davantage de troupes. À la tombée de la nuit, les Macédoniens doivent battre en retraite. Les citoyens d'Abydos, dans une volonté de préserver la vie des femmes et des enfants, décident d'envoyer des prêtres et des prêtresses livrer la ville aux Macédoniens. Alors que Philippe marche à travers la ville, des citoyens se poignardent, s'immolent par le feu, se pendent ou se jettent du haut des remparts. Surpris, il proclame une grâce de trois jours à tous ceux qui veulent se pendre ou se poignarder.
Dans le même temps, Attale traverse la Mer Égée jusqu'à l'île de Ténédos. Le plus jeune des ambassadeurs romains, Marcus Aemilius Lepidus, avait entendu parler du siège d'Abydos alors qu'il se trouvait à Rome et décide de s'y rendre pour rencontrer Philippe. Le rencontrant à l'extérieur de la ville, il l'informe des souhaits du Sénat qui lui demande de ne plus engager de guerre contre un quelconque état grec, ni d'intervenir dans les territoires des Ptolémée. En cas de refus, Philippe doit accepter la guerre contre Rome. Après la prise d'Abydos, Philippe ordonne une autre attaque contre Athènes. Son armée ne peut ni prendre Athènes ni Éleusis, mais soumet l'Attique au plus grand pillage depuis les guerres médiques. Les Romains déclarent alors la guerre à Philippe et envahissent ses territoires en Illyrie, l'obligeant à abandonner sa campagne contre Rhodes et Pergame pour s'occuper des Romains et de la situation en Grèce. Ainsi commence la seconde guerre macédonienne.
Après l'arrêt de la campagne contre Rhodes et Pergame par Philippe, les Rhodiens ont les mains libres pour attaquer Olous et Hierapytna et leurs alliés crétois. La volonté de Rhodes d'obtenir des alliés en Crète porte ses fruits lorsque la cité de Knossos décide de se joindre à Rhodes dans le but d'asseoir sa suprématie sur l'île. D'autres cités de Crète centrale rejoignent Rhodes et Knossos dans leur lutte contre Hierapytna et Olous. Devant se battre sur deux fronts, Hierapytna doit se rendre.

## Fin de la guerre crétoise et conséquences

### Suprématie rhodienne
D'après le traité signé en conclusion de cette guerre, Hierapytna renonce à toute relation ou alliance avec des puissances étrangères et met à disposition de Rhodes tous ses ports et bases navales. Le traité de paix, retrouvé dans les ruines d'Olous, place la ville sous domination rhodienne. Après la guerre, Rhodes se retrouve avec le contrôle de la majeure partie de l'est de la Crète. De plus, elle est désormais libre d'aider ses alliés lors de la seconde guerre de Macédoine.
La guerre crétoise n'a pas d'effet majeur à court terme sur le reste de la Crète. Pirates et mercenaires y continuent leurs activités d'avant guerre. Lors de la bataille des Cynoscéphales, qui se produit trois ans plus tard (lors de la seconde guerre macédonienne), des archers crétois combattent aux côtes des Romains et des Macédoniens,.
Les Rhodiens retrouvent le contrôle des Cyclades et reprennent leur suprématie maritime dans l'Égée. Les possessions rhodiennes de l'est de la Crète leur permettent de diminuer la piraterie dans cette région, mais les attaques pirates contre les navires de Rhodes ne cessent pas et conduisent finalement à la seconde guerre crétoise. Attale meurt en 197 av. J.-C. Son fils Eumène II lui succède. Il poursuit la politique anti-macédonienne de son père. Les Pergamiens sortent de la guerre en prenant possession de plusieurs îles jusqu'alors macédoniennes et deviennent la puissance majeure d'Asie mineure, rivalisant avec Antiochos III.

### Traité Hierapytna-Rhodes
Hierapytna, cité déclencheuse de la guerre, serait une des premières à conclure une paix avec Rhodes. La date généralement admise serait 201 av. J.-C., mais Pierre Brulé estime que cet accord pourrait intervenir dès 205. Les Hierapytniens doivent ouvrir leur ville, leurs ports et leurs mouillages aux Rhodiens. Ils promettent leur appui en cas de menace pesant sur les Rhodiens, ou si une guerre éclate entre Rhodes et un allié de Hierapytna. La cité doit également lutter activement contre la piraterie, sur terre ou sur mer. Le traité conclu entre les deux cités indique qu'il s'agit d'une alliance, mais celui-ci place la cité crétoise en position d'infériorité : en ouvrant ses ports et sa ville, Hierapytna perd en partie son indépendance. Malgré tout, même si les forces navales rhodiennes ont continuellement accès aux ports de la ville, il ne semble pas que Hierapytna ait accueillie de garnison rhodienne de façon permanente.
L'intérêt pour Rhodes d'un tel accord avec Hierapytna est d'avoir une cité crétoise qui peut se retourner contre ses anciens alliés, et c'est pourquoi, bien que Rhodes soit en position de force, elle ne désarme pas la marine de Hierapytna.

### Traité Rhodes-Olous
Olous, une des principales cités impliquées dans ce conflit, signe un accord de paix avec Rhodes en 201 av. J.-C. Un fragment d'inscription retrouvé à Olous reprend mot pour mot certains termes de l'accord entre Hierapytna et Rhodes. Comme les Hierapytniens, les Olontiens promettent une alliance, ouvrent leur ville et leurs ports aux Rhodiens. Cet accord aurait été signé après une ambassade d'Olous à Rhodes, laissant penser que la cité crétoise devait se trouver en difficulté pour demander ainsi l'arrêt du conflit.

### Cas de Nabis
Nous possédons quelques renseignements sur Nabis, à l'occasion des conditions qui lui sont imposées par Flaminus après la sa défaite en 195 av. J.-C. Le général romain dit de Nabis que ses actions de piraterie ont rendu les côtes qu'il infestait autour du Cap Malée encore moins sûres que celles de Macédoine. Nabis doit rendre les bateaux pris aux cités maritimes et renoncer aux siens. Il ne doit conserver aucune ville en Crète mais les remettre aux Romains.

### Conséquences pour Philippe V

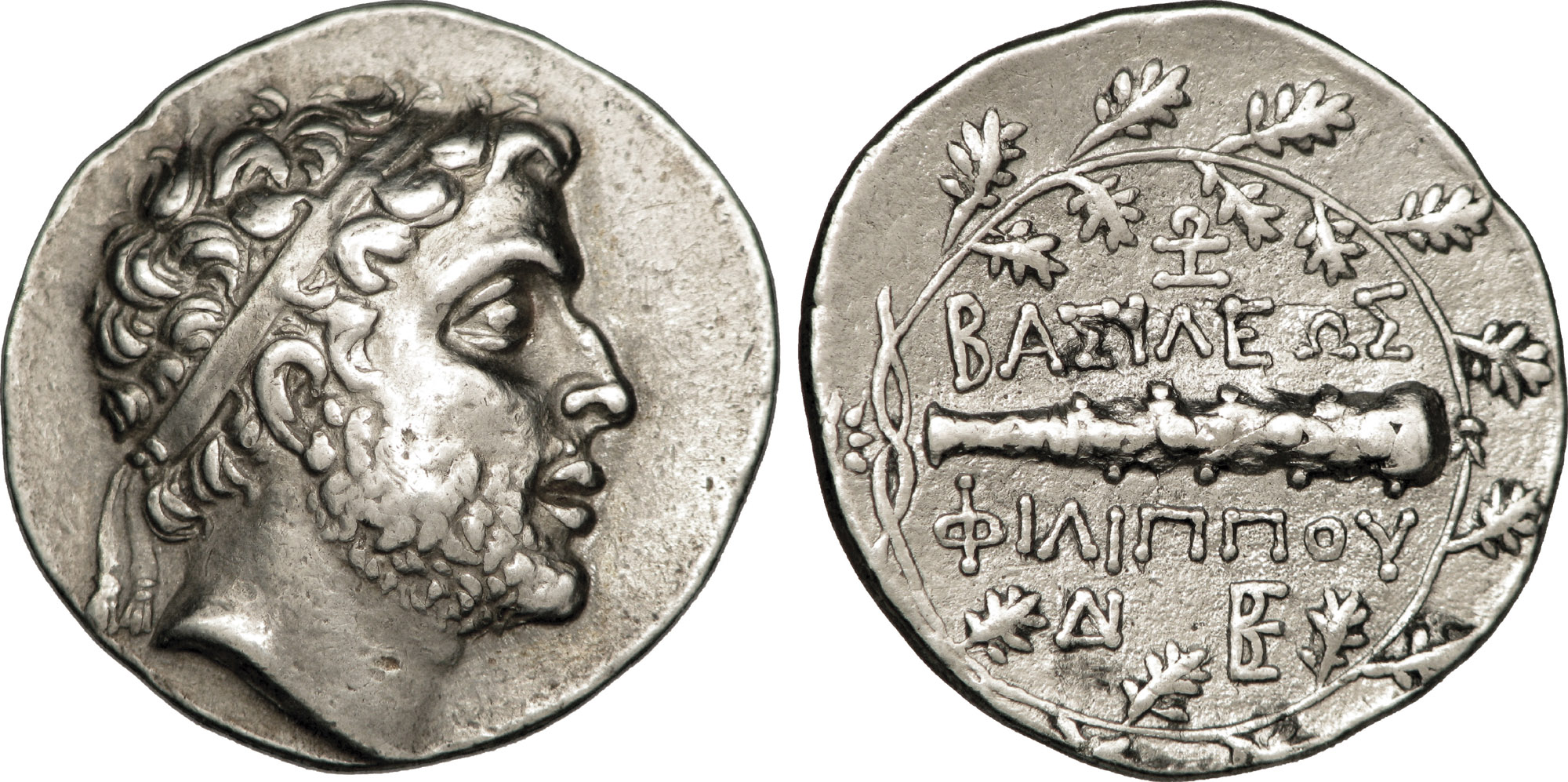
Monnaie à l'effigie de Philippe V.

Cette guerre s'avère très coûteuse pour Philippe V et le royaume de Macédoine, qui perdent à la fois une flotte qu'ils avaient mis trois ans à assembler, et leurs alliés des ligues achéenne et étolienne qui se rallient à Rome. Juste après la guerre crétoise, les Dardaniens, une tribu barbare, franchissent la frontière septentrionale de la Macédoine, mais Philippe V parvient à les repousser.
En 197 av. J.-C., Philippe est défait à la bataille de Cynoscéphales par les Romains et est forcé de conclure une paix très désavantageuse. Cette nouvelle défaite lui coûte en effet la majeure partie de ses territoires hors de Macédoine et le versement de 1 000 talents d'argent aux Romains.